# فهرست دین‌ناباوران و خداناباوران ایرانی
دین‌ناباور به دسته‌های گوناگونی از انسان‌های خداناباور (آتئیست)، دادارباور و ندانم‌گرا گفته می‌شود.

## پیشینه

### دین‌ناباوری در ایران پس از حملهٔ اعراب مسلمان
یکی از گروه‌هایی که به دست عرب‌های اسلام‌گرا در ایران قتل‌عام شدند زندیکان بودند.

#### دورهٔ جمهوری اسلامی

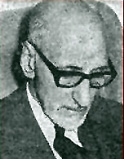
علی دشتی به دلیل انتشار کتاب ۲۳ سال شکنجه و به اعدام محکوم شد.

در نظام جمهوری اسلامی ایران، انسانهای دین‌ناباور یا فرادینی (اعم از: خداناباوران، دادارباوران، ندانم‌گرایان...) و نوکیشان اسلام‌ناباور (همهٔ مسلمانانی که به کیشِ دیگری بگروند)، همانند بهائیان، یارسانی‌ها، شیطان‌پرستان، مندائیان، سیک‌های ایران و رائلیان... ، هیچ گونه حقوق شهروندی، قانونی و انسانی‌ای ندارند و به‌شدت، سرکوب (اعدام یا زندانی…) می‌شوند.

## شخصیت‌های فرادینی ایرانی
فهرست نام‌های برخی از شخصیت‌های دین‌ناباور ایران (به ترتیب حروف الفبا):

### فیلسوفان
1. خیام؛ فیلسوف، ریاضی‌دان، ستاره‌شناس، موسیقی‌دان، نویسنده و شاعر؛
2. ابوالحسین احمد راوندی، فیلسوف و نویسنده؛
3. آرامش دوستدار؛ فیلسوف و نویسنده؛[۸]
4. اسماعیل خویی؛ فیلسوف، شاعر، نویسنده و مترجم؛
5. محمدرضا نیکفر، فیلسوف، نویسنده و مترجم.
6. وریا امیری،فیلسوف، فیزیکدان، موسیقی دان و کنش‌گر سیاسی

### دانشمندان
1. محمد بن زکریا رازی؛ پزشک، شیمی‌دان، کاشف (الکل، جوهر گوگرد/اسید سولفوریک) و نیز نفت سفید)، داروساز، فیلسوف، کلام‌شناس، کیهان‌شناس، ریاضی‌دان و نویسنده؛[۹][۱۰][۱۱][۱۲]
2. منوچهر آشتیانی (خواهرزادهٔ نیما یوشیج و نوهٔ میرزا حسن آشتیانی)؛ جامعه‌شناس، نویسنده و پژوهشگر فلسفه.

### نویسندگان، روزنامه‌نگاران، ادیبان و شاعران

کتاب ۲۳ سال برجسته‌ترین نوشتار علی دشتی

1. میرزا فتحعلی آخوندزاده؛ نویسنده،[۱۳] نمایش‌نامه‌نویس، پدیدآورندهٔ نوعی الفبا، پایه‌گذار ادبیات نو در ایران، از اثرگذاران بر جریان روشنفکری و ملی‌گرایی ایران؛
2. مجتبی آقابزرگ علوی؛ نویسنده، روزنامه‌نگار، سیاست‌مدار و استاد زبان فارسی؛
3. نادره افشاری؛ نویسنده؛
4. افشین الیان، نویسنده، شاعر و حقوق‌دان؛
5. مسعود انصاری، نویسنده، مترجم، حقوق‌دان و سیاست‌دان؛[۱۴][۱۵]
6. رضا براهنی، شاعر، رمان‌نویس و منتقد ادبی؛
7. بشار بن برد تخارستانی، شاعر؛
8. بهروز بوچانی، نویسنده و روزنامه‌نگار؛
9. محمدجعفر پوینده، نویسنده، مترجم و جامعه‌شناس؛
10. فریدون تنکابنی؛ داستان‌نویس و طنزپرداز؛
11. صادق چوبک، رمان‌نویس، نمایش‌نامه‌نویس و مترجم؛
12. علی دشتی، نویسنده، ادیب و سیاست‌مدار؛[۱۶]
13. بهروز عباس‌زاده دهقانی (برادر اشرف دهقانی و برادر همسر کاظم سعادتی)، نویسنده، مترجم، آموزگار و کنشگر سیاسی؛
14. بهرام رحمانی، نویسنده؛[۱۷]
15. میرعلی شمس (پژمان شمس) ، فعال حقوق دگرباشان جنسی ؛
16. ارسلان رضایی؛ نویسنده؛
17. لطف‌الله روزبهانی («روزبه آذربرزین»)؛ نویسنده و پژوهشگر؛
18. فرج سرکوهی، نویسنده و منتقد ادبی؛
19. سها، نویسنده و منتقد؛
20. احمد شاملو، نویسنده، فرهنگ‌نویس، ادیب و شاعر؛
21. علیرضا شیرمحمدعلی، وبلاگ‌نویس؛
22. سهیل عربی، وبلاگ‌نویس؛
23. راضیه غلامی شعبانی، نویسنده؛
24. عبدالحسین (میرزا آقا خان) کرمانی؛[۱۸]
25. صادق هدایت؛[۱۹]
26. سیاوش کسرایی، شاعر، نویسنده، کنشگر سیاسی؛
27. هوشنگ گلشیری، رمان‌نویس؛
28. محمد مختاری، نویسنده؛
29. کیومرث مرزبان، نویسنده؛
30. ژیلا مساعد، نویسنده و شاعر؛
31. آرمین نوابی، نویسنده؛
32. اسماعیل نوری‌علا، نویسنده؛[۲۰]
33. ابوعیسی محمد ورّاق بغدادی؛ نویسنده، کلام‌شناس و تاریخ‌نگار؛
34. حجت‌الله نیکویی؛ نویسنده.

### هنرمندان
1. شاپی خرسندی (فرزند هادی خرسندی)، هنرمند، طنزپرداز و شاعر؛
2. هادی خرسندی، هنرمند، طنزپرداز و شاعر؛
3. علیرضا رضایی (طنزپرداز)، هنرمند و طنزپرداز؛
4. رضا فاضلی، نویسنده، مجری، هنرمند و کنشگر فرهنگی و سیاسی؛
5. فریدون فرخزاد (برادر فروغ فرخزاد)، هنرمند، نویسنده، شاعر و مجری؛
6. اشکان کوشانژاد، هنرمند؛
7. فتح‌الله منوچهری (فرود فولادوند)؛ هنرمند، نویسنده، کنشگر فرهنگی و سیاسی؛[۲۱]
8. محسن نامجو، هنرمند؛
9. شاهین نجفی، هنرمند شاعر و نویسنده.

### کنشگران سیاسی و مدنی
1. مینا احدی، کنشگر سیاسی؛
2. مسعود احمدزاده، کنشگر سیاسی؛
3. امیرپرویز پویان، کنشگر سیاسی؛
4. احسان جامی، کنشگر فرهنگی و سیاسی؛
5. پیروز دوانی، کنشگر سیاسی؛
6. اشرف دهقانی، کنشگر سیاسی؛
7. کاظم سعادتی، کنشگر سیاسی؛
8. آوتیس سلطان‌زاده (سلطانوویچ، میکائیلیان)؛ اقتصاددان و کنشگر سیاسی؛
9. مریم نمازی، کنشگر سیاسی.

### شخصیت‌های دیگر
1. بیژن فاضلی (فرزند رضا فاضلی).

## آمار دین‌ناباوران در ایران
در دوره نظام جمهوری اسلامی ایران به دلیل استفاده از دین برای سرکوب معترضان (و دلایلی دیگر)، دین‌ناباوری از جمله، اسلام‌گریزی مانند سونامی در میان جوانان ایرانی افزایش یافته‌است.
بر پایهٔ برخی از آمارها نزدیک به ۵۰ درصد از جمعیت ایران در نظام جمهوری اسلامی ایران، دین‌ناباور (اعم از: خداناباور، انسانیت‌گرا، ندانم‌گرا، معنویت‌گرا و عرفان‌گرای دین‌ناباور…) شده‌اند.

### رشد خداناباوری و دین‌ناباوری در میان حوزویان
با اینکه شماری از سران حکومت جمهوری اسلامی، حوزوی هستند؛ پدیدهٔ خداناباوری و ندانم‌گرایی، مانند گرایش به موسیقی و همانندهای آن، در میان حوزویانِ به ویژه جوان، هر چند به گونهٔ پنهانی در حال گسترش است.

## فهرست برخی از دین‌ناباوران و خداناباوران ایرانی
| ردیف | رخ‌نگاره      | نام                               | زادروز          | جای زادروز            | تاریخ درگذشت یا کشته شدن | جای درگذشت یا کشته شدن         | دلیل درگذشت یا کشته شدن                                                                          |  |
| ---- | ------------ | --------------------------------- | --------------- | --------------------- | ------------------------ | ------------------------------ | ------------------------------------------------------------------------------------------------ |  |
| ۱    | بدون رخ‌نگاره | عمر خیام نیشابوری                 | ۴۴۰ قمری        | نیشابور (ایران)       | ۵۱۷                      | نیشابور (ایران)                | -                                                                                                |  |
| ۲    | بدون رخ‌نگاره | ابوعیسی محمد ورّاق بغدادی          | سدهٔ سوم هجری    | -                     | ۹۹۰ میلادی               | -                              | -                                                                                                |  |
| ۳    | بدون رخ‌نگاره | محمد بن زکریا رازی                | ۲۴۳ خورشیدی     | ری (ایران)            | ۳۰۴                      | ری (ایران)                     | -                                                                                                |  |
| ۴    | بدون رخ‌نگاره | احمد ابن راوندی                   | ۲۱۰             | راوند (ایران)         | -                        | -                              | -                                                                                                |  |
| ۵    |              | فتح علی آخوندزاده                 | ۲۱ تیر ۱۱۹۱     | شکی (قفقاز)           | ۱۸ اسفند ۱۲۵۶            | تفلیس (گرجستان)                | -                                                                                                |  |
| ۶    |              | عبدالحسین (میرزا آقا خان) کرمانی  | ۱۲۳۲            | بردسیر کرمان (ایران)  | ۱۲۷۵                     | تبریز (ایران)                  | اعدام (بریده شدن سر)                                                                             |  |
| ۷    |              | صادق هدایت                        | ۲۸ بهمن ۱۲۸۱    | تهران (ایران)         | ۱۹ فروردین ۱۳۳۰          | پاریس (فرانسه)                 | خودکشی                                                                                           |  |
| ۸    |              | علی دشتی                          | ۱۱ فروردین ۱۲۷۶ | کربلا (عراق)          | ۲۵ دی ۱۳۶۰               | تهران (ایران)                  | محکوم به اعدام توسط نظام جمهوری اسلامی ایران (درگذشت در بیمارستان پس از شکنجه شدن)               |  |
| ۹    |              | مسعود انصاری                      | ۱۰ آذر ۱۳۰۶     | تهران (ایران)         | ۲۰ شهریور ۱۳۹۳           | واشینگتن (ایالات متحده آمریکا) | ایست قلبی                                                                                        |  |
| ۱۰   |              | فرود فولادوند (فتح‌الله منوچهری)   | ۵ آذر ۱۳۲۰      | شاهوله لرستان (ایران) | (ناپدید شده:) ۲۷ دی ۱۳۸۵ | ترکیه                          | ربوده و ناپدید شدن به دست نیروهای امنیتی حکومت جمهوری اسلامی                                     |  |
| ۱۱   |              | پیروز دوانی                       | ۳ اردیبهشت ۱۳۴۰ | کازرون (ایران)        | ۱۳۷۷                     | تهران (ایران)                  | کشته شدن به شیوهٔ دردناک؛ جزو کشتگان جریان قتل‌های زنجیره‌ای ایران                                  |  |
| ۱۲   |              | محمدجعفر پوینده                   | ۱۷ خرداد ۱۳۳۳   | اشکذر یزد (ایران)     | ۱۸ آذر ۱۳۷۷              | شهرستان شهریار (ایران)         | کشته شدن به شیوهٔ دردناک؛ جزو کشتگان جریان قتل‌های زنجیره‌ای ایران                                  |  |
| ۱۳   |              | محمد مختاری                       | ۱ اردیبهشت ۱۳۲۱ | مشهد (ایران)          | ۱۲ آذر ۱۳۷۷              | تهران (ایران)                  | کشته شدن به گونهٔ دهشتناک؛ جزو کشتگان جریان قتل‌های زنجیره‌ای ایران                                 |  |
| ۱۴   |              | فریدون فرخزاد (برادر فروغ فرخزاد) | ۱۵ مهر ۱۳۱۵     | تهران (ایران)         | ۱۶ مرداد ۱۳۷۱            | بن آلمان                       | سلاخی شدن به گونهٔ دهشتناک به دست برخی از عوامل امنیتی حکومت جمهوری اسلامی                        |  |
| ۱۵   |              | آرامش دوستدار                     | ۱۳۱۰            | تهران (ایران)         | ۵ آبان ۱۴۰۰              | کلن (آلمان)                    | -                                                                                                |  |
| ۱۷   |              | رضا فاضلی                         | ۱۲ تیر ۱۳۱۴     | تهران (ایران)         | ۱۳ آوریل ۲۰۰۹            | لس آنجلس (ایالات متحده آمریکا) | سرطان                                                                                            |  |
| ۱۸   |              | بهرام مشیری                       | ۱ فروردین ۱۳۲۶  | گلپایگان (ایران)      | -                        | -                              | -                                                                                                |  |
| ۱۹   |              | شاهین نجفی                        | ۲۰ شهریور ۱۳۵۹  | بندر انزلی (ایران)    | -                        | -                              | -                                                                                                |  |
| ۲۰   |              | افشین الیان                       | ۸ اسفند ۱۳۴۴    | تهران (ایران)         | -                        | -                              | -                                                                                                |  |
| ۲۱   |              | ارسلان رضایی                      | -               | ایران                 | -                        | ترکیه                          | در ۲۰ آذر ۱۳۹۹ به دست برخی نیروهای وابسته به سپاه پاسداران انقلاب اسلامی ترور شد؛ ولی زنده ماند. |  |
| ۲۲   | بدون رخ‌نگاره | بیژن فاضلی (فرزند رضا فاضلی)      | -               | (ایران)               | ۲۸ مرداد ۱۳۶۵            | لندن بریتانیا                  | ترور و کشته شدن به دست نیروهای امنیتی حکومت جمهوری اسلامی و به وسیلهٔ بمب                         |  |
| ۲۳   | بدون رخ‌نگاره | محمدرضا نیکفر                     | ۱۳۳۵            | اراک (ایران)          | -                        | -                              | -                                                                                                |  |
| ۲۴   | بدون رخ‌نگاره | ژیلا مساعد استخری                 | ۱۳۲۷            | تهران (ایران)         | -                        | -                              | -                                                                                                |  |
| ۲۵   | بدون رخ‌نگاره | بهرام رحمانی                      |                 | ایران                 | -                        | -                              | -                                                                                                |  |
| ۲۶   | بدون رخ‌نگاره | اسماعیل نوری‌علا                   | ۲۳ بهمن ۱۳۲۱    | ایران                 | -                        | -                              | -                                                                                                |  |
| ۲۷   | بدون رخ‌نگاره | لطف‌الله روزبهانی (روزبه آذربرزین) | خرداد ۱۳۲۸      | ایران                 | -                        | -                              | -                                                                                                |  |
| ۲۸   | بدون رخ‌نگاره | حجت‌الله نیکویی                    |                 | قم (ایران)            | -                        | -                              | -                                                                                                |  |
| ۲۹   | بدون رخ‌نگاره | نادره افشاری                      |                 | ایران                 | -                        | -                              | -                                                                                                |  |